# 401
| [ Edytuj tabelę ] |                                            |
| Cesarz Bizancjum  | - 395 Arkadiusz 408                        |
| Władca Guptów     | - 375 Ćandragupta II 414                   |
| Chan Hunów        | - 390 Uldin 411                            |
| Władca Korei      | - 391 Kwanggaet’o Wielki 413               |
| Papież            | - 399 Anastazy I 401 - 401 Innocenty I 417 |
| Król Persji       | - 399 Jezdegerd I 420                      |
| Cesarz Rzymu      | - 395 Flawiusz Honoriusz 423               |
| Król Wandalów     | - 359 Godigisel 406                        |
| Król Wizygotów    | - 395 Alaryk 410                           |

Rok 401 / CDI
stulecia: IV wiek ~
V wiek ~
VI wiek

lata: 391 «
396 «
397 «
398 «
399 «
400 «
401
» 402
» 403
» 404
» 405
» 406
» 411

## Wydarzenia
- 21 grudnia – początek pontyfikatu Innocentego I
- Cesarz Arkadiusz zakazał w Gazie kultu pogańskiego.
- Król Wizygotów Alaryk I wkroczył ze swoim ludem do Italii.

## Urodzili się
- Teodozjusz II, cesarz wschodniorzymski
- Atena Eudokia, żona Teodozjusza II

## Zmarli
- 19 grudnia – papież Anastazy I